# Gerson King Combo
Gérson Rodrigues Côrtes, né le 30 novembre 1943 à Rio de Janeiro et mort dans la même ville le 22 septembre 2020, connu sous le nom de Gerson King Combo ou Gerson Combo, est un chanteur et compositeur brésilien de soul et de funk.
Il commence sa carrière en 1963, en doublant le programme Hoje é Dia de Rock, et, après avoir vécu des expériences de danseur et chorégraphe, il se lance comme chanteur, inspiré par la musique noire américaine. Il a ensuite commencé à chanter dans le groupe Formula 7, suivant le circuit des bals de Rio de Janeiro. À la fin des années 1960 et au début des années 1970, il forme un nouveau groupe qui commence à l'accompagner dans les bals dans tous les quartiers et favelas de la ville. Ainsi, il joue et danse au Bailes da pesada, de Big Boy (pt) et Ademir Lemos (pt), et est acclamé comme « le roi des bals » et le « James Brown brésilien ». À cette époque, il sort son premier LP et commence à sortir constamment des compacts, sans toutefois obtenir de succès à la radio ni la pénétration de ses chansons dans les danses.
Au milieu des années 1970, avec la croissance de la scène des bals en périphérie, le mouvement Black Rio acquiert une notoriété nationale et, avec l'intérêt des maisons de disques pour le nouveau son, Gérson parvient à enregistrer ses deux albums les plus réussis - Gerson King Combo, en 1977, et Gerson King Combo - Volume II, en 1978 - remportant du succès à la radio et dans les soirées dansantes, avec Mandamentos Black, God Save the King, Funk Brother Soul et Good Bye.
Le mouvement s'estompant, Gérson abandonne sa carrière artistique et se lance dans le métier de producteur événementiel.
Il est redécouvert à la fin des années 1990 et recommence à se produire et à enregistrer, sortant deux autres albums. Il est considéré comme l'un des principaux noms de la musique noire brésilienne, aux côtés de Tim Maia, Hyldon (pt) et Cassiano (pt).

## Biographie
Né le 30 novembre 1943 dans le quartier Madureira de Rio de Janeiro, Gérson Rodrigues Côrtes est le fils d'un officier de la police militaire et frère du chanteur et compositeur Getúlio Côrtes (pt). Bien qu'ils aient grandi à Madureira, un quartier fortement identifié à la samba, Gérson et son frère n'ont jamais joué ce rythme, en raison de l'influence de leur père qui n'aimait pas la marginalisation raciale qui entourait ce genre.
Adolescent, il est enfant de chœur à l'église São Luiz Gonzaga, dans le quartier où il est né. À l'âge de 17 ans, il commence à travailler comme doubleur à Rádio Mayrink Veiga. Il sert comme parachutiste militaire au début de la dictature militaire, mais en voyant le traitement réservé aux prisonniers politiques, il est désillusionné par une carrière militaire,.
Il épouse Angélica Maria Galhardo, avec qui il a travaillé lorsqu'il a commencé à travailler comme danseur. Ils ont un fils ensemble.

## Carrière

### Débuts

Les Renato e Seus Blue Caps en 1966.

Gérson commence sa carrière artistique à l'âge de 20 ans en faisant du doublage dans l'émission Hoje é Dia de Rock. Peu de temps après, il commence à travailler comme danseur, en partenariat avec sa future épouse, Angélica Maria Galhardo. Pendant qu'il travaille comme danseur, son frère — Getúlio Côrtes (pt), auteur de Negro Gato (succès dans la voix de Roberto Carlos) — l'amène à travailler comme chorégraphe pour le programme Jovem Guarda, sur Rede Record, en 1965. Cette expérience conduit à une invitation de Chacrinha à Gérson pour commencer à chorégraphier la danse des chacretes (les assistants de Chacrinha sur le plateau) dans l'émission télévisée du présentateur. Coïncidant avec les groupes de la Jovem Guarda, Gérson décide de devenir chanteur, intervenant comme crooner pour plusieurs groupes tels que Renato e Seus Blue Caps et The Fevers.
Il rejoint ensuite Formula 7 (pt) — un groupe de danse célèbre de la fin des années 1960 — en commençant à travailler avec d'excellents musiciens qui deviendront célèbres au Brésil et à l'échelle internationale, comme le claviériste Hugo Bellard, le trompettiste Márcio Montarroyos, le guitariste Hélio Delmiro (pt) et le bassiste Luizão Maia (pt). Avec ce groupe, il sort 4 albums studio entre 1968 et 1970. En 1969, il fait ses débuts en tant que chorégraphe pour le spectacle le plus réussi de Wilson Simonal, De Cabral a Simonal, faisant même une apparition dans le spectacle, chantant et dansant. Cette participation lui donne l'opportunité d'enregistrer son premier disque personnel, avec Apaga A Luz et Não Volto Mais Aqui, sorti en 1969 sur le label Epic de la maison de disques CBS. Les années suivantes, il continue à tourner internationalement avec Simonal et son groupe — Som Três (pt), avec César Camargo Mariano (piano), Toninho (batterie) et Sabá (basse). Lors de ces tournées à travers les États-Unis, il rencontre Stevie Wonder et James Brown et, influencé par le nom du groupe d'un artiste de jazz américain, King Curtis, il adopte le nom de scène Gerson King Combo. En raison de sa proximité avec Simonal et les artistes liés au mouvement Pilantragem, il rencontre également Os Diagonais, le groupe de Cassiano (pt), et chante dans le groupe d'Érlon Chaves (pt), Banda Veneno.

Le DJ Big Boy en 1970.

Lorsque le groupe Formula 7 se dissout à la fin des années 1960, Gérson et quelques musiciens restants fondent Turma do Soul et enregistrent un album en 1969, crédité sous le nom de Gerson Combo e a Turma do Soul. Dans cet album, Gérson recrée des classiques de la musique brésilienne — comme O Xote das Meninas de Luiz Gonzaga et Pastorinhas de Noel Rosa sur un rythme soul — accompagné non seulement de son groupe, mais aussi du groupe de Cassiano, Diagonais. L'album sort dans le même but que les albums de Formule 7 : établir le répertoire pour participer au circuit de danse de la ville.
Cependant, à la fin des années 1960 et au début des années 1970, un nouveau type de danse apparaît. Influencé par deux DJ de Rio — Big Boy (pt) et Ademir Lemos (pt) — ce nouveau type de danse — appelé Bailes da pesada (litt. « danses lourdes ») — joue des tubes funk et soul américains, se déroulant d'abord dans la salle Canecão à Botafogo, et, plus tard, dans tout le nord de Rio.
À partir de ces premiers événements, plusieurs danses commencent à apparaître à la périphérie de la ville, jouant le même style musical. Ainsi, plusieurs équipes sonores et groupes commencent à émerger pour jouer cette musique, comme Furacão 2000 (pt) et Soul Grand Prix. Gerson joue et danse lors de ces danses avec son groupe, étant acclamé comme « roi des danses » et « James Brown brésilien », pour son style de danse imitant James Brown.
Gérson enregistre plusieurs disques au début des années 1970 sur les labels Tapecar (pt) et Odeon, et sort un LP sur Polydor, mais n'obtient pas de succès radio ni de pénétration dans les soirées dansantes. Avec Oberdan Magalhães (pt), Carlos Dafé (pt) et des membres de son groupe d'accompagnement — comme le claviériste Cristovão Bastos — il participe à l'embryon de Banda Black Rio, la musique noire prenant davantage d'importance dans les années 1970,.

### Succès et ostracisme
Tout change le 17 juillet 1976, lorsque la journaliste Lena Frias publie un article de quatre pages dans la section culturelle du Jornal do Brasil sur le mouvement Black Rio, en se concentrant sur les danses et les attitudes des gens. À partir de ce moment, le mouvement périphérique attire l'attention non seulement des médias et de l'industrie culturelle brésilienne, mais aussi de l'appareil répressif du régime de la dictature militaire. Bientôt, plusieurs artistes qui ont du succès dans ces danses — c'est-à-dire qui atteignaient entre 500 000 et 1 million et demi de personnes par week-end — commencent à signer des contrats avec de grandes maisons de disques, dans l'espoir de vendre à cet immense marché de consommation. Gérson signe ainsi un contrat avec Polydor. Ainsi, en 1977, il sort un album éponyme qui connaît un grand succès — lui garantissant un contrat pour une autre sortie —, notamment avec les chansons Mandamentos Black et God Save the King,. Sur cet album, Gérson est accompagné du groupe União Black (pt), dont il est membre et qui devint son groupe de première partie — et qui obtient également un contrat d'enregistrement avec le même Polydor et un album sorti la même année.
L'année suivante, Gérson sort son deuxième album chez Polydor. Malgré deux succès, quoique mineurs, Funk Brother Soul et Good Bye, l'album ne se vend pas aussi bien que le premier et, ajouté à l'échec d'autres sorties du mouvement, cela conduit les maisons de disques à cesser de miser autant sur la « vague noire ». Gérson, comme d'autres auteurs, attribue à l'apparition de la musique disco la disparition et la perte d'intérêt pour le mouvement.

« Tout allait bien dans les années 1970, jusqu'à ce que Travolta arrive avec ce piripipi qu'est le disco. Les danses soul ont pris fin, la musique noire a pris fin et, avec elle, moi aussi. »

— Gerson King Combo

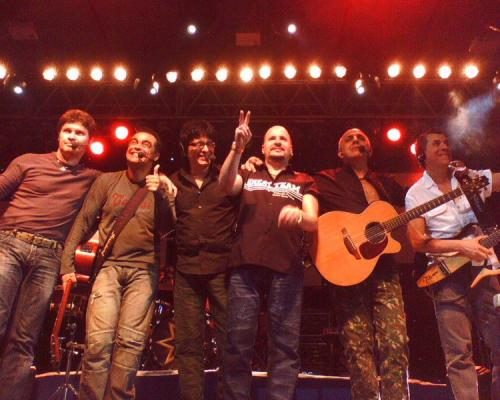
Le groupe Roupa Nova en 2008.

L'artiste sort également deux compacts à la fin des années 1970 et au début des années 80 en essayant de s'adapter à la nouvelle mode, comme le morceau rap Melô do Mão Branca, accompagné de Roupa Nova (à l'époque appelé Os Famks) écrit par Paulo Coelho sur une suggestion de Roberto Livi, qui voulait reprendre en musique quelque chose qu'il avait lu dans le journal Ultima Hora à propos d'un prétendu justicier qui avait tué plusieurs criminels dans la Baixada Fluminense. Le single est sorti par PolyGram, qui finit par le retirer des magasins plus tard malgré son succès, de peur que la chanson ne soit considérée comme une apologie du crime. Les compacts n'ont pas non plus de grand succès. Avec le déclin du mouvement sur la scène musicale, Gérson est mis au ban, incapable d'enregistrer ou de donner des spectacles. Il obtient un emploi de producteur d'événements dans une fondation qui s'occupe des handicapés physiques et mentaux et abandonne la musique.

### Redécouverte
Ce n'est qu'en 1998 que Gérson est « redécouvert » avec une participation au programme Muvuca de Regina Casé, ce qui le pousse à reprogrammer des concerts. Avec cette redécouverte, Gérson découvre découvert qu'il existe un marché et un public pour le son qu'il produit, tandis que ses disques s'arrachent en Angleterre. En 2001, il enregistre un nouvel album, Mensageiro da Paz, pour Warner Music Brasil, accompagné du groupe Clave de Soul — avec la participation de Cidade Negra et Sandra de Sá. Il a un bon accueil auprès des critiques spécialisés dans la musique noire sans mélanges de rythmes traditionnellement brésiliens — comme la samba et le baião, — que l'on retrouve dans le travail d'autres artistes brésiliens soul et funk, comme Tim Maia,.

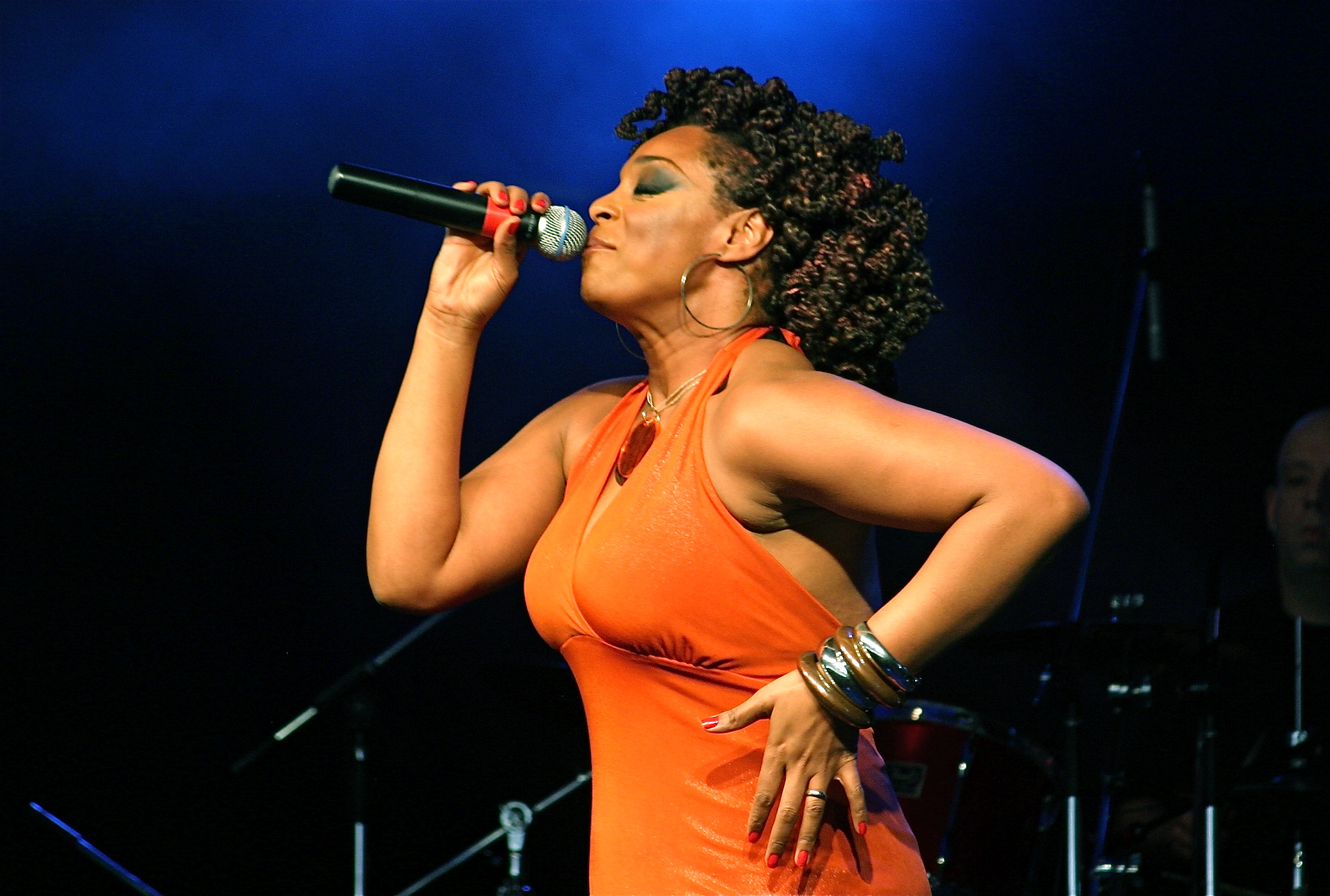
Paula Lima en 2009.

Il poursuit également son programme de concerts et d'apparitions sur des disques et des spectacles d'artistes brésiliens contemporains de musique noire, ainsi que de vétérans. Il participe ainsi à l'enregistrement des albums de Clave de Soul, Berimbrown (pt) et Paula Lima (pt) ; et des spectacles de Marcelo D2 — qui utilise des vers de sa chanson la plus célèbre, Mandamentos Black, dans Qual É? —, Carlos Dafé (pt), Hyldon (pt) et Banda Black Rio.
En 2009, il sort indépendamment Soul da Paz, accompagné du groupe Supergroove.

### Dernières années
En 2010, Gérson est l'objet du documentaire Viva Black Music.
Au Carnaval de Rio de Janeiro 2013, il défile dans la septième voiture de l'école de samba Portela, aux côtés de Hyldon, Carlos Dafé et DJ Corello, créateur des danses de charme,. La même année, il lance une campagne de financement participatif afin de créer un album en l'honneur de son 70e anniversaire, avec des résultats positifs.
En 2016, il est invité à chanter Mandamentos Black dans une campagne marketing pour la plateforme de streaming Netflix afin de promouvoir la série The Get Down sur l'émergence du hip-hop dans les années 1970. D'autres artistes tels que Tony Tornado (pt) et Nelson Triunfo (pt) ont également participé.
Le 28 février 2020, il sort le single Let Out the Sweat, une reprise de The Breakdown (Rufus Thomas, Eddie Floyd et Mack Rice (en)), écrit par Berico, ancien membre du groupe Berimbrown. Avec son frère Getúlio Cortês, Gerson compose un duo pour la chanson Take this knee from There, inspirée du meurtre de George Floyd.
Gérson Rodrigues Côrtes meurt le 22 septembre 2020 à l'âge de 76 ans, des suites d’une infection généralisée résultant du diabète,,.

## Style
Son style est grandement influencé par les chanteurs Little Richard, James Brown, Chubby Checker et King Curtis, dont il s'est inspiré pour son nom de scène.

## Discographie

### Albums studio
- 1969 - Brazilian Soul (Polydor, crédité comme Gerson Combo e a Turma do Soul)
- 1971 - Brasa, Bicho, Brasa!! (Polydor, avec Os Caretas, Cacique de Ramos, Salgueiro et Som Bateau, crédité comme Gerson Combo et accompagné par Os Diagonais)
- 1977 - Gerson King Combo (Polydor)
- 1978 - Gerson King Combo - Volume II (Polydor)
- 2001 - Mensageiro da Paz (Warner Music Brasil)
- 2009 - Soul da Paz (independente)

### Compacts simples
- 1969 - Apaga a Luz / Não Volto mais Aqui (Epic, crédité comme Gerson Côrtes)
- 1970 - Me Dá mais um Cigarro / Quando a Cidade Acorda (Tapecar)
- 1971 - Viva / Minha Menina (Odeon, crédité comme Gerson Côrtes)
- 1977 - Jingle Black / Good Bye (Polydor)
- 1979 - Melô do Hulk / Mr John It's Pay Day (Polydor)
- 1980 - Melô do Mão Branca / Melô do Mão Branca (instrumental) (Sinter, crédité comme Mão Branca)

### Compacts doubles
- 1972 - A Poluição / Nunca Pensei / Alguém no meu Caminho / Pra lá de Normal (Odeon, crédité comme Gerson Côrtes)
- 1977 -  Foi um Sonho Só / Uma Chance / God Save the King / Mandamentos Black (Polydor)

### Participations
- 1968 - Som Psicodélico (avec le groupe Fórmula 7)
- 1968 - Volume 2 (avec le groupe Fórmula 7)
- 1969 - Volume 3 (avec le groupe Fórmula 7)
- 1970 - Fórmula 7 (avec le groupe Fórmula 7)
- 2000 - Berimbrown (Berimbrown, piste 7)
- 2001 - É Isso Aí (Paula Lima, piste 2)
- 2001 - Dançar É Bom (Clave de Soul, pistes 3 et 7)